# Pierwiośnik górski

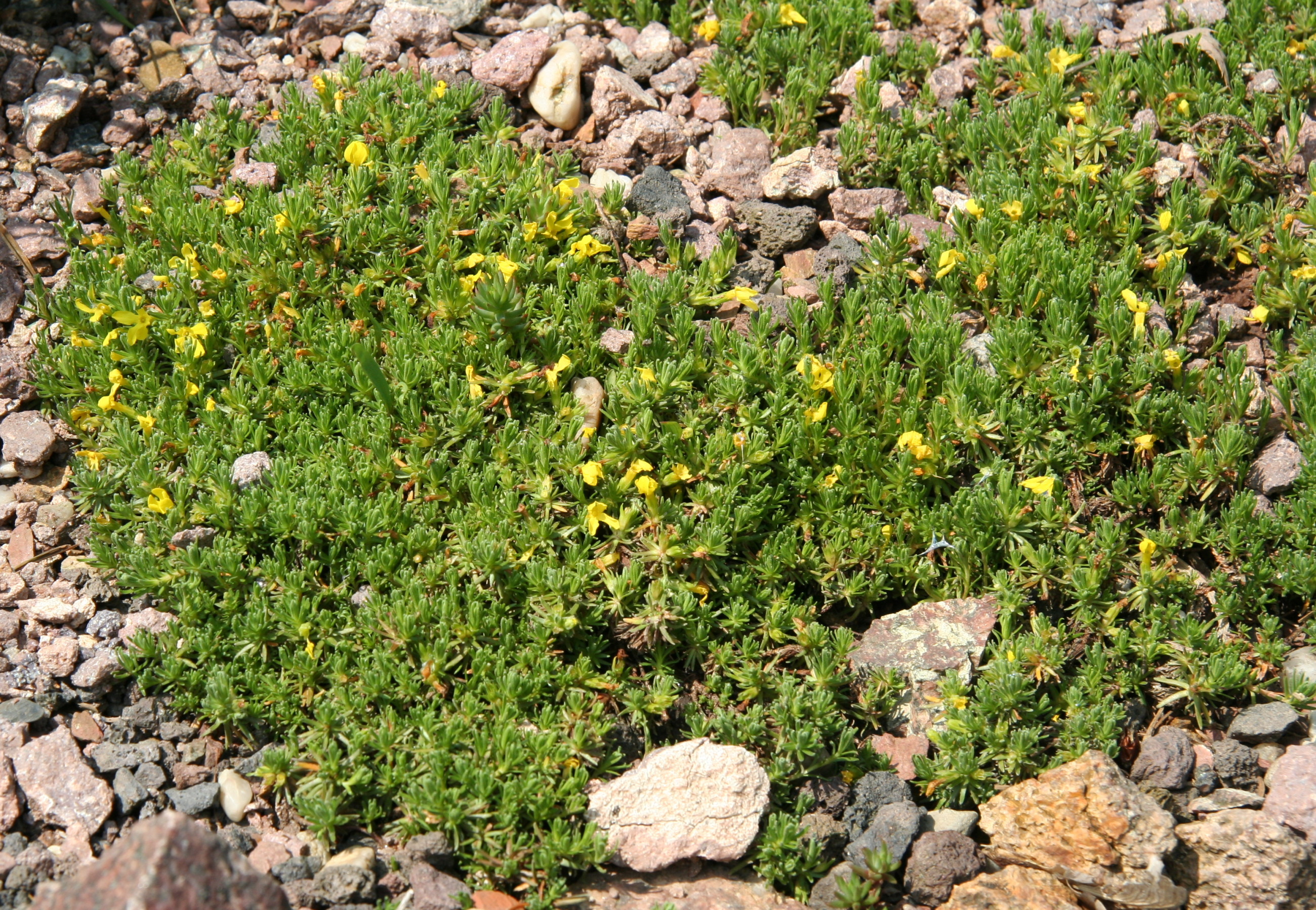
Poduszki Vitaliana primuliflora

Pierwiośnik górski (Vitaliana primuliflora Bertol.) – gatunek rośliny należący do rodziny pierwiosnkowatych. Rośnie dziko w górach Europy (Alpy, Apeniny, Pireneje. W Polsce jest uprawiany jako roślina ozdobna.

## Systematyka
Gatunek o niejasnej przynależności systematycznej. W ogrodniczych opracowaniach podawany jako pierwiośnik górski (Vitaliana primuliflora), syn. = Douglasia vitaliana Benth. & Hook.f., według Flory Francji jest synonimem Androsace vitaliana Lapeyr. subsp. vitaliana. Przez Linneusza oznaczony był jako Primula vitaliana.

## Morfologia
PokrójTypowa roślina poduszkowa złożona z pojedynczych roślinek o różyczkach liściowych średnicy 1–2 cm. Poduszka wraz z kwiatami osiąga wysokość do 50 cm.
LiścieDrobne, wąskolancetowate, miękkie, intensywnie zielone.
KwiatyŻółte, rurkowate o średnicy ok. 1,5 cm, wystające ponad poduszkę złożoną z liści. Są duże w stosunku do niewielkich wymiarów różyczek liściowych, z których wyrastają. Kwitnie wiosną.

## Zastosowanie i uprawa
Szczególnie nadaje się do ogrodów skalnych, można go sadzić w szczelinach skalnych i na murkach. Może też być uprawiany jako roślina okrywowa oraz w pojemnikach na balkonach i tarasach. Najlepsza jest żwirowo-próchniczna ziemia. Wiosną i latem powinna być stale wilgotna, należy więc roślinę w razie potrzeby podlewać. Po przekwitnięciu, gdy roślina przechodzi w stan spoczynku, gleba może być bardziej sucha. Stanowisko powinno być słoneczne, gdyż w zacienionych miejscach roślina słabo kwitnie i nie tworzy tak zwartych poduszek. W zimie nie przemarza. Należy natomiast zadbać, by w tym okresie ziemia nie była podmokła, nadmiar wilgoci bowiem w zimie może spowodować obumarcie rośliny. Rozmnaża się głównie przez podział (po przekwitnięciu).